# Troides darsius
Espèce
Statut de conservation UICN

 LC  : Préoccupation mineure
Statut CITES
Troides darsius est une espèce de papillon de la famille des Papilionidae, de la sous-famille des Papilioninae et du genre Troides. C'est le plus grand papillon du Sri Lanka.

## Taxinomie
Troides darsius a été décrite par George Robert Gray en 1853 sous le nom initial de Papilio darsius.
Synonyme : Ornithoptera cambyses Ehrmann, 1904.

### Nom vernaculaire
Troides darsius se nomme Ceylon Birdwing en anglais.

### Formes
- Troides darsius f. clementinae Sala, 1992
- Troides darsius f. melanie Rumbucher & Schäffler, 2004[1].

## Description
Troides darsius est un papillon d'une grande envergure, entre 150 mm à 170 mm, aux ailes postérieures festonnées, dont le corps présente un thorax noir et un abdomen marron et jaune sur le revers. Il existe un dimorphisme sexuel de couleur.
Les mâles ont les ailes antérieures noires et les ailes postérieures jaune avec une partie basale, une bordure et des veines noires. Les revers est semblable.
Les femelles ont les ailes antérieures de couleur marron aux nervures soulignées de blanc et les ailes postérieures jaune à partie basale et veines marron avec une line marginale et une ligne submarginale de taches marron.

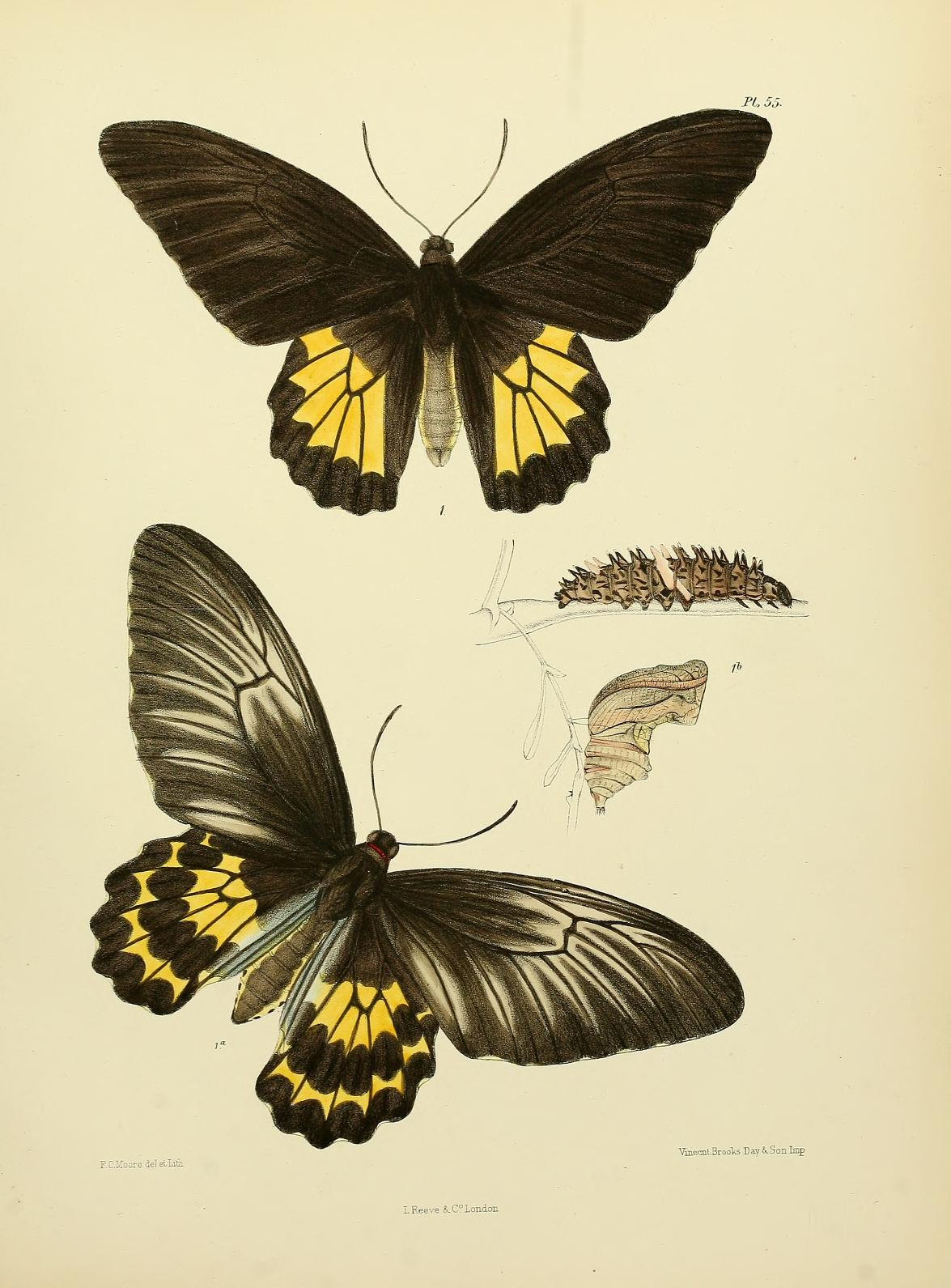
dessin de Frederic Moore

## Biologie

### Plantes hôtes
Les plantes hôtes de sa chenille sont des aristoloches.

## Écologie et distribution
Troides darsius est endémique du Sri Lanka.

### Biotope
Troides darsius est présent dans le parc national du Bundala. Il préfère les zones humides, en forêt, ou en lisière, et se rencontre également dans les jardins.

### Protection
Troides darsius est protégé.